# Prissé-la-Charrière

Prissé-la-Charrière este o comună în departamentul Deux-Sèvres, Franța. În 2009 avea o populație de 606 de locuitori.